# Paraleptastacus laurenticus
Paraleptastacus laurenticus is een eenoogkreeftjessoort uit de familie van de Leptastacidae. De wetenschappelijke naam van de soort is voor het eerst geldig gepubliceerd in 1940 door Nicholls.